# Seewasserwerk Lengg

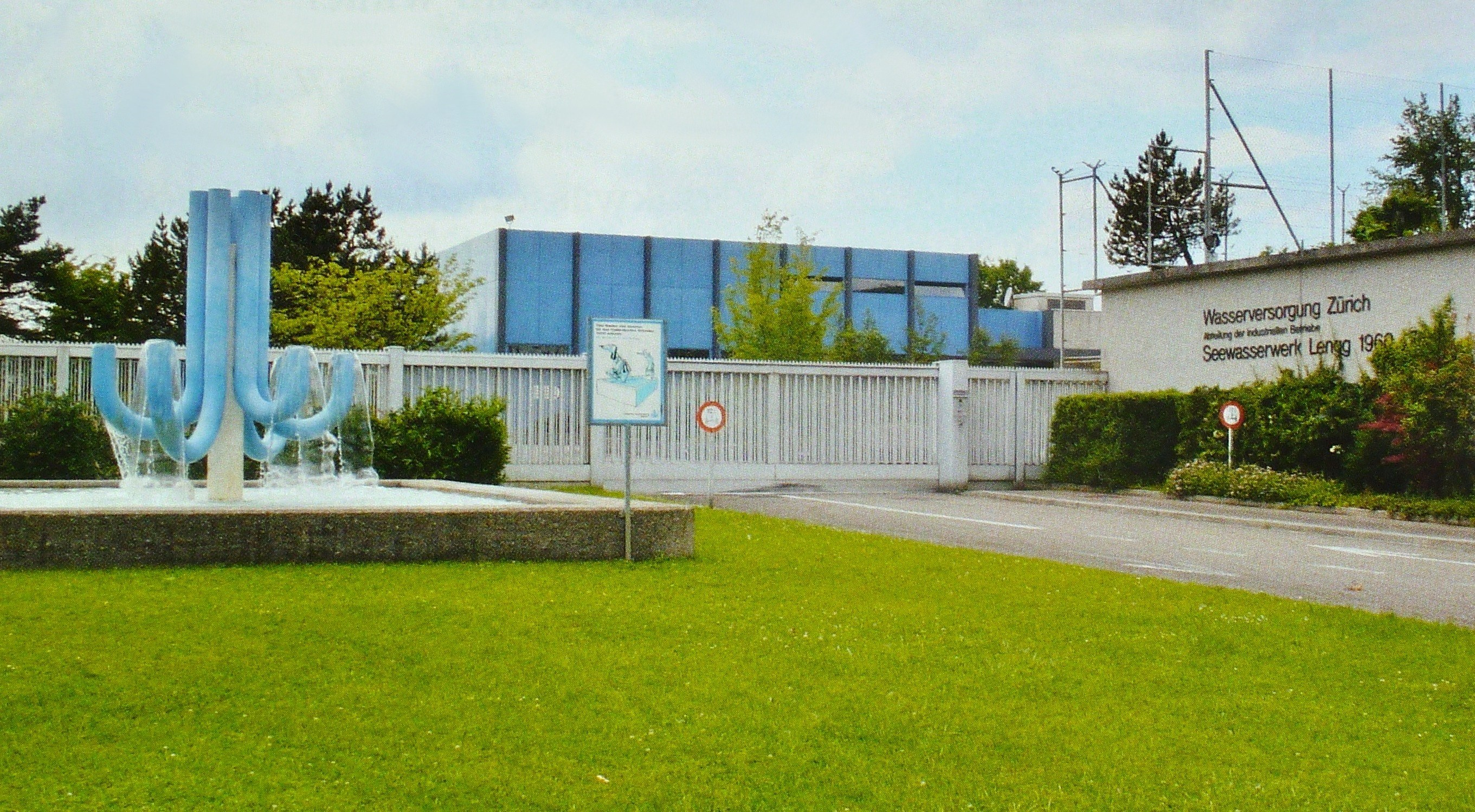
Seewasserwerk Lengg

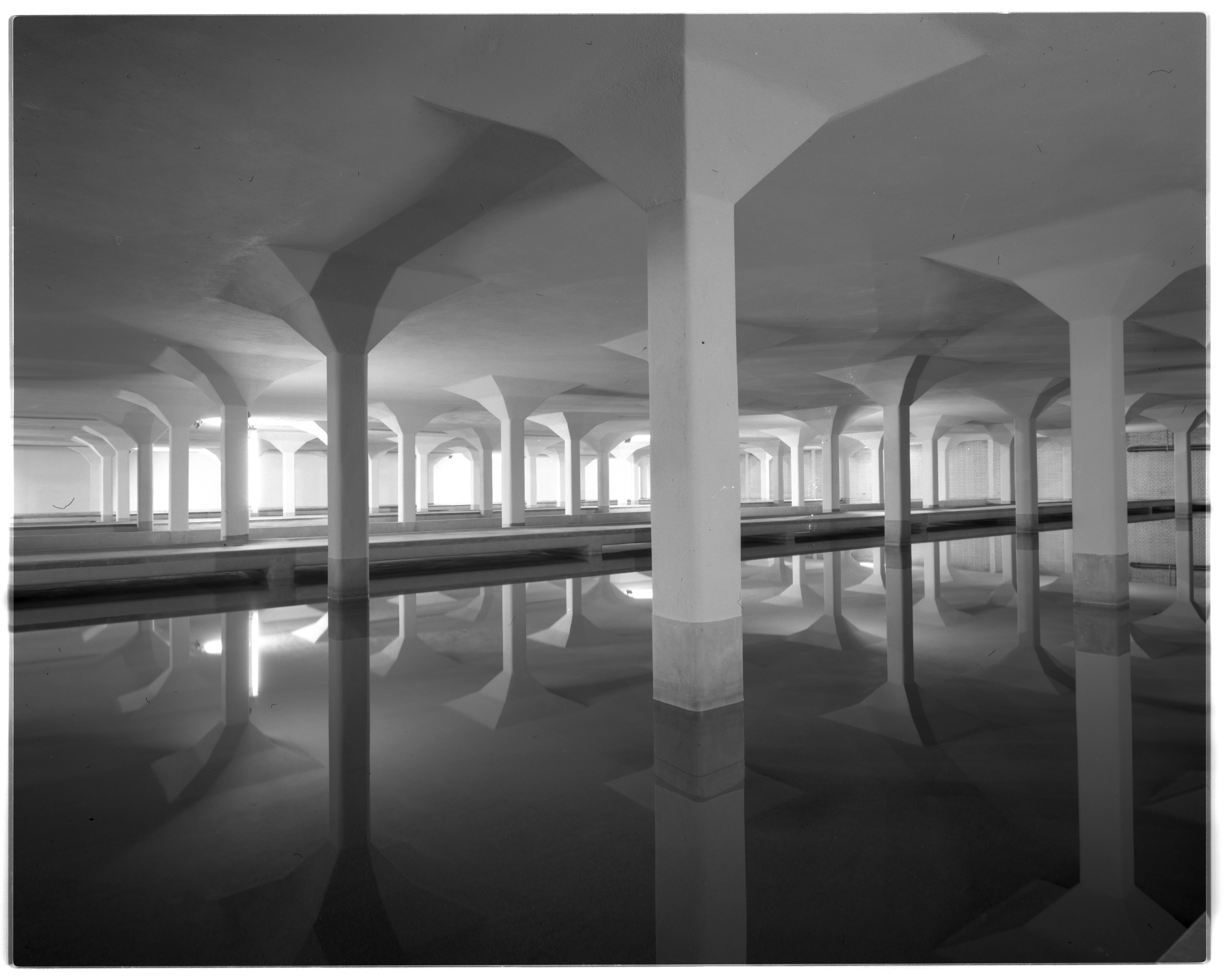
Filterkammer

Das Seewasserwerk Lengg ist ein 1960 erbautes und 1975 ersetztes Wasserwerk, welches das Seewasser des Zürichsees aufbereitet.
Das Werk liegt auf der rechten Seeseite im Kreis 8 im Quartier Riesbach. Die maximale tägliche Leistung beträgt 250'000 m3. Es ist das grösste und wichtigste Werk der Stadt Zürich. Das Werk Lengg wird vom Hardhof aus gesteuert.
Die Wassereinspeisung erfolgt durch die Pumpstation Tiefenbrunnen. Die eigentliche Wasserfassung ist ungefähr 500 Meter vom Ufer entfernt 16 Meter über dem Grund und in 32 Metern Tiefe. Die Temperatur in dieser Tiefe beträgt das ganze Jahr zwischen 6 und 8 °C.
Sechs Pumpen ermöglichen eine Leistung bis zu 13'000 m3 pro Stunde. Damit sich keine Wandermuscheln festsetzen können, wird die Leitung in der warmen Jahreszeit einmal monatlich mit  einer Chlorlösung gereinigt. Über eine Röhre von 1,6 Meter Durchmesser gelangt das Seewasser über das Pumpwerk unter der Brücke Tiefenbrunnen in das 50 Meter höher gelegene Wasserwerk. In riesigen Filterkammern wird es umweltschonend zu Trinkwasser aufbereitet. Durch eine doppelte Behandlung mit Ozon werden Viren, Bakterien und Rückstände von Medikamenten entfernt. Ein Aktivkohlenfilter entfernt Geruchs- und Geschmacksstoffe. In einem Schnellfilter aus Kies und Bims werden zuerst Schwebestoffe und Partikel ausgefiltert. Am Ende der Aufbereitungskette reinigt ein 80 Zentimeter starker Langsamfilter aus Sand und Kies das Wasser von Keimen. Um das Wasserwerk zu durchlaufen, benötigt ein Wassertropfen gegen acht Stunden.
In einem Aquarium mit dem gereinigten Seewasser schwimmen zur Endkontrolle einige Regenbogenforellen. Davor steht eine Filmkamera, die Alarm auslöst, wenn sich im Aquarium nichts mehr regt. In anderen Wasserwerken wurden die Forellen durch Wasserflöhe ersetzt, die noch empfindlicher auf Verunreinigungen des Wassers reagieren.
Ein Grossteil der eigentlichen Filteranlagen liegt unter der Erde, vor allem unter den angrenzenden Tennisanlagen.

## Weblink
- Homepage der Stadt Zürich: Wasserwerke

Koordinaten: 47° 20′ 58,4″ N, 8° 34′ 21,2″ O; CH1903: 685678 / 244918